# Zoran Živković
Zoran Živković (en serbio cirílico Зоран Живковић) es un político serbio, nacido el 22 de diciembre de 1960 en Niš (Serbia). Asistió a la escuela en su Niš natal y luego estudió en la Escuela de Economía de la Universidad de Belgrado, que formaba a diplomados en la especialidad al cabo de dos cursos anuales. Hacia 1988 estableció en Niš su propia compañía comercial y en 1992, año de la desintegración definitiva de la República Federal Socialista de Yugoslavia fundada por el mariscal Tito en 1945 y la proclamación de la República Federal de Yugoslavia a partir de las repúblicas de Serbia y Montenegro, se unió al Partido Democrático (DS). En las elecciones del 19 y 26 de diciembre de 1993 a la Asamblea Popular de Serbia, Zivkovic fue uno de los 29 candidatos del partido que obtuvo escaño, para una legislatura que concluía en 1997 y que conoció un creciente enfrentamiento con el régimen autoritario del Partido Socialista de Serbia de Slobodan Milošević.

## Inicios políticos
En las elecciones municipales del 17 de noviembre de 1996 Živković concurrió como candidato a la alcaldía de Niš por la alianza opositora Zajedno, que integraban el DS, el Movimiento del Renacimiento Serbio (SPO) de Vuk Draskovic y la Alianza Cívica de Serbia (GSS) de Vesna Pesic. Como Zoran Djindjic en Belgrado, Živković venció inapelablemente en Niš, pero Milosevic rehusó reconocer los resultados; las primeras protestas en Serbia empezaron la misma noche en Niš continuando el día siguiente con la participación multitudinaria de los estudiantes a la que se unieron otras ciudades serbias. Sólo al cabo de casi tres meses de esas protestas callejeras, que el propio Živković alentó, y de presiones internacionales se consiguió que Milosevic transigiera, de manera que en febrero de 1997 pudo tomar posesión de su cargo junto con el resto de candidatos electos. 

## Actividad política
Živković alcanzó verdadera proyección nacional en 1999, cuando se pronunció contra la represión llevada a cabo por el gobierno serbio contra la mayoría albanesa en la provincia autónoma de Kosovo en su lucha contra el Ejército de Liberación de Kosovo (UCK) y otros movimientos independentistas. Tras los bombardeos efectuados por la OTAN en Yugoslavia como medida de presión para el cese de las hostilidades, organizó una red de resistencia cívica al régimen de Milosevic, que involucró a diversas ciudades gobernadas por la oposición. Esta plataforma contestataria animada desde la institución municipal convirtió a Niš en un baluarte de oposición al régimen y resultó decisiva para el lanzamiento del programa de la Unión Europea "Energía por Democracia", que canalizó suministros de combustible a los municipios participantes en los inviernos de 1999 y 2000, mientras regía el embargo internacional de petróleo a Serbia. 
Fuera de este ámbito territorial, Živković fue también uno de los artífices de la Alianza por los Cambios (SZP) y luego de la más consistente Oposición Democrática de Serbia (DOS), gran coalición nacional de fuerzas de la oposición que pasó a exigir el final del gobierno Milosevic y elecciones anticipadas y democráticas para renovar las instituciones federales. La victoria de la DOS en los comicios del 24 de septiembre y el fallido intento del régimen de anular los resultados dieron paso a una insurrección popular el 5 de octubre en Belgrado, que consiguió la caída de Milosevic y el nombramiento del presidente electo de la DOS, Vojislav Koštunica, líder del Partido Democrático de Serbia (DSS, una escisión nacionalista del DS). En las legislativas, Živković salió elegido diputado del Consejo de los Ciudadanos, la Cámara baja de la Asamblea Federal. 
Confirmado como el número dos del partido, Živković también fue reelegido en las elecciones municipales de Serbia que se celebraron simultáneamente a las elecciones a la Presidencia y la Asamblea federales. En los meses siguientes se ocupó, en coordinación con el Ministerio federal de Defensa y el Ministerio del Interior de Serbia, de la delicada situación del sur del país, y asumió, junto con su homónimo en el gobierno serbio, Dusan Mihajlovic, la responsabilidad de combatir los fructíferos delitos del narcotráfico, la trata de blancas y el crimen organizado, que gozaba de gran poder gracias a la colaboración de las mafias delictivas tradicionales con un gran número de organizaciones paraestatales. 
El 4 de febrero de 2003, Živković fue propuesto para dirigir el Ministerio de Defensa del Gobierno Federal, pero un grave suceso alteró el nombramiento: el asesinato de Zoran Djindjic el 12 de marzo en Belgrado por francotiradores  vinculados al poderoso grupo mafioso de Zemun.
Tras este suceso, Živković asumió la presidencia en funciones del DS, al mismo tiempo que su partido le propuso el 16 de marzo como candidato a la jefatura del gobierno. Fue elegido primer ministro de Serbia al día siguiente, con 128 votos a favor y 100 en contra. En su investidura prometió aprovechar el estado de emergencia decretado para combatir a los clanes mafiosos, especialmente el de Zemun. 
Durante su gobierno, de poco más de un año, abordó la negociación de nuevas líneas de crédito con el FMI para reducir el déficit y frenar la inflación (en torno al 20% anual) y anunció la ruptura de los vínculos militares con la entidad territorial serbobosnia, la República Srpska, para facilitar el acceso de Serbia al programa Asociación para la Paz (ApP) de la OTAN. 
Sin embargo, la complicada situación económica y política le llevó a la derrota en las siguientes elecciones. El 28 de diciembre de 2003, los comicios confirmaron un nefasto resultado de todos los partidos de la extinta DOS, de los cuales sólo los de Živković y la Alianza Cívica de Serbia obtuvieron representación. De esta forma, el 3 de marzo de 2004, Vojislav Koštunica asumió un gobierno de coalición minoritario con las formaciones G17 Plus, SPO y NS, sustituyendo a Živković al frente del ejecutivo serbio. Después concurrió a la presidencia unipersonal del DS, restablecida tras casi un año de dirección colegiada, pero la ejecutiva del partido se decantó por Boris Tadić.

## Actualidad
Živković sigue viviendo en su Niš natal, dedicado a sus actividades empresariales. A pesar de su proyección política su familia nunca dejó la ciudad, de la que fue alcalde. Está casado con Biserka (abogada) y tiene dos hijos, Milena y Marko.